# Storie (Gigi Finizio)
Storie è l'ottavo album del cantautore Gigi Finizio del 1986, pubblicato dalla Visco Disc.

## Tracce
1. Verso le sei
2. Se l'hai fatto con lui
3. Tu avventura
4. Giovani sposi
5. Che pazza storia d'amore
6. Ragazzo padre
7. Io amo lei
8. Taxi
9. Autostop
10. Tu che ne sai